# Церква Святого Саркіса (Нор-Норк)
Церква Святого Саркіса (вірм. Սուրբ Սարգիս Եկեղեցի, Surp Sarkis Yekeghetsi) — церква вірменської Апостольської Церкви в районі Нор-Норк у Єревані, Вірменія. Будівництво церкви почалося в 1998 році, яке організував Саркіс Габрелян, вірменський благодійник з Нью-Йорка.
Церква побудована за проектом архітектора Багдасара Арзуманяна. Картина Божої Матері з немовлям Христом на вівтарі належить художникові Григору Ханджяну. Кругла форма, багатокутна і триповерхова споруда виконана у традиційному вірменському архітектурному стилі.
Висота головного купола становить 23 метри. молитовний зал має форму багатокутника і світлий, загальною площею 328 квадратних метрів. Головний вівтар добре видно з будь-якого кута. 

## Галерея

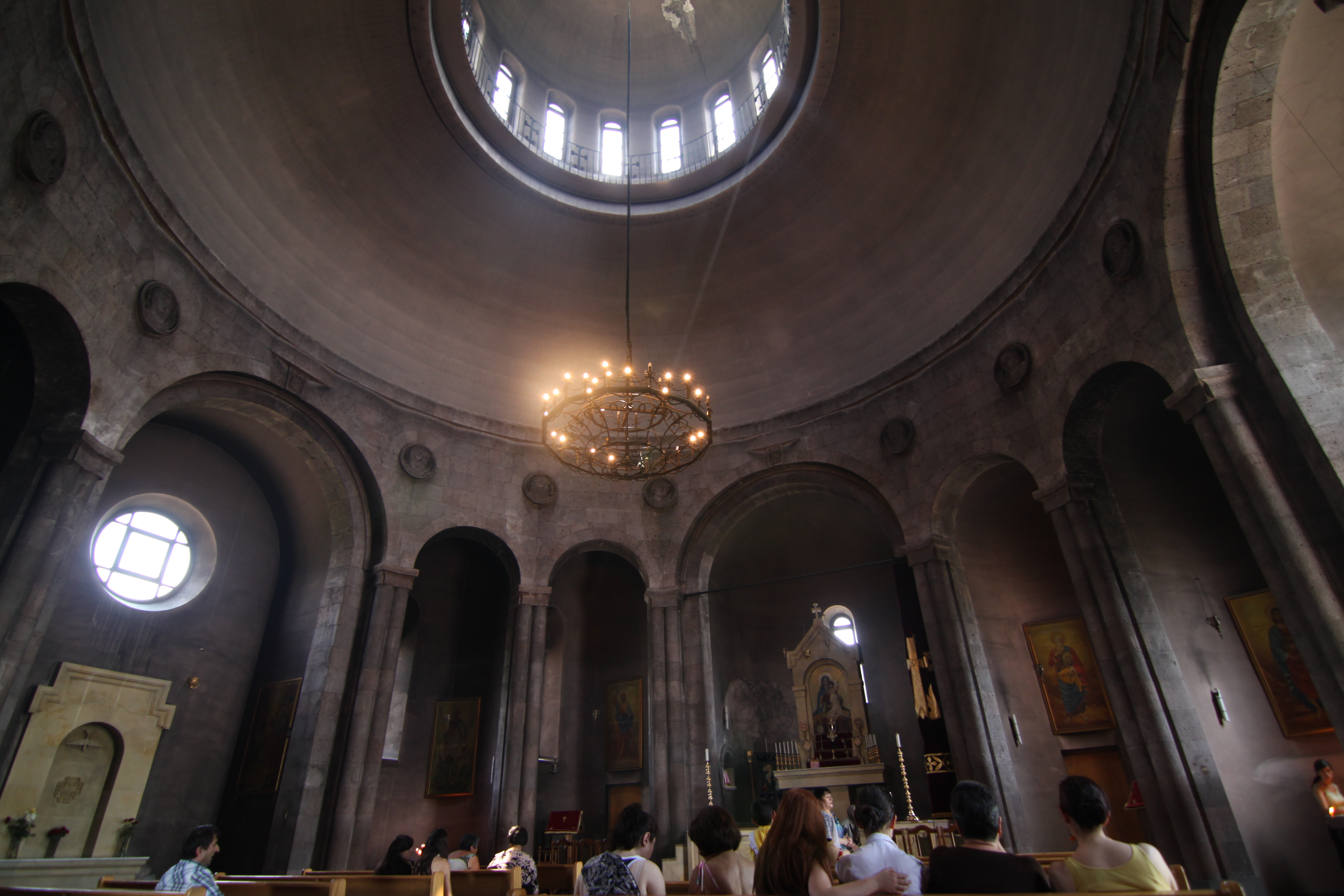
Вид на купол і вівтар
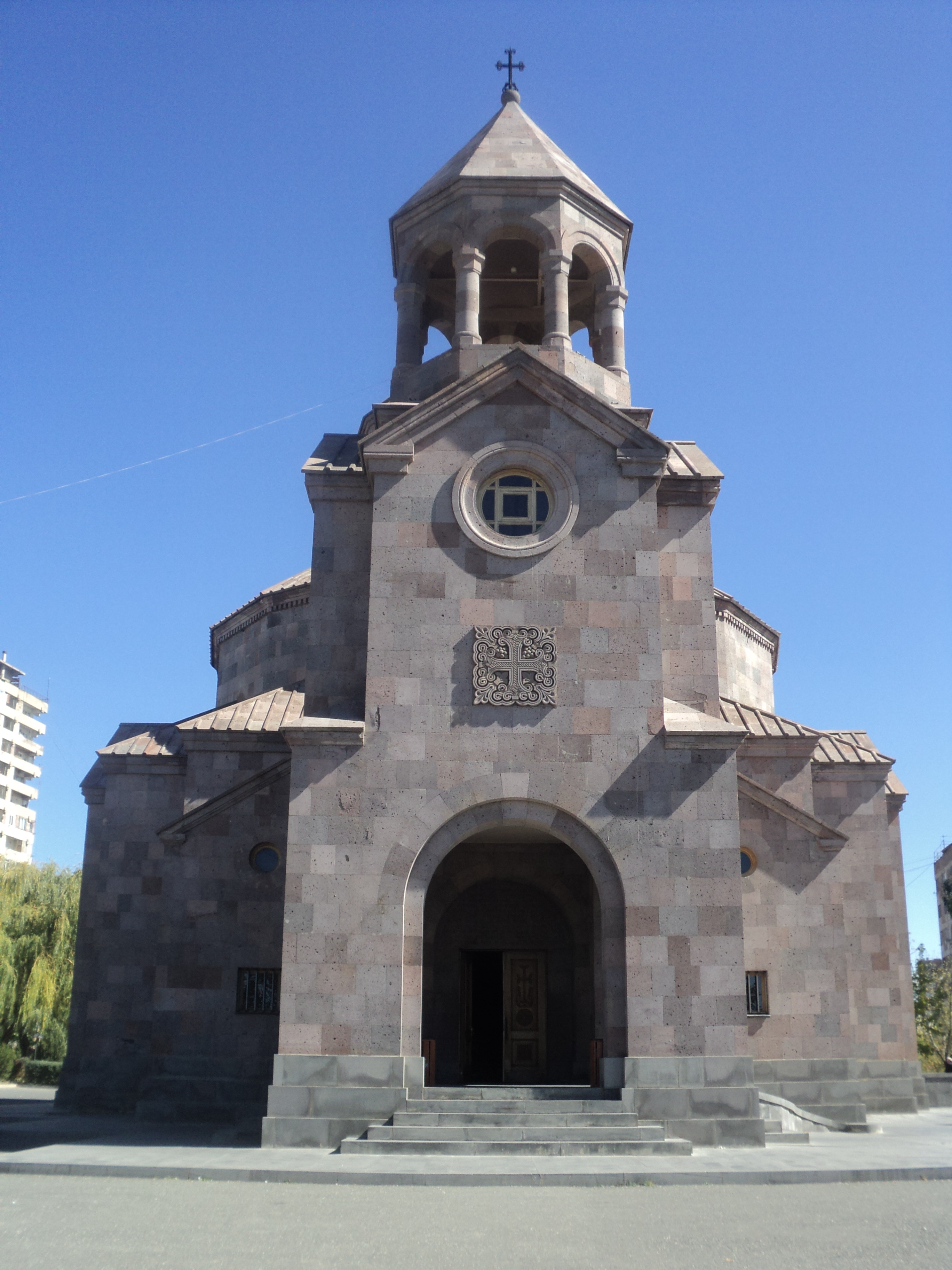
Фасад

## Зовнішні посилання
- Араратська Патріарша Єпархія [Архівовано 23 січня 2008 у Wayback Machine.]
- Мерія Єревану: Церкви в Єревані